# Chauri
Chauri é um bovino resultante do cruzamento do iaque (Bos grunnies) com o zebu (Bos indicus).
As fêmeas chauri são mais resistentes a baixas altitude e mais reprodutivas. A criação de chauri é a fonte principal de redimento em Sindhupalchock, no Nepal.